# Nord and Bert Couldn’t Make Head or Tail of It
Nord and Bert Couldn’t Make Head or Tail of It ist ein Computerspiel der US-amerikanischen Firma Infocom, das 1987 für verschiedene Hardware-Plattformen veröffentlicht wurde. Das Textadventure war einzigartig unter den Infocom-Spielen, da es höchst surrealistisch war und sich im Wesentlichen um Wortspiele und Wortwitz drehte.

## Handlung
Nord and Bert hat keine feste Handlung und besteht aus acht Kapiteln. Irgendetwas hat die Realität in der Stadt Punster verändert, Sprichwörter und Klischees manifestieren sich plötzlich im wörtlichen Sinne. Die Aufgabe des Spielers ist es, dies wieder in Ordnung zu bringen. Die ersten sieben Kapitel können in beliebiger Reihenfolge gespielt werden. Um das letzte Kapitel zu erreichen, muss der Spieler die in den vorigen Kapiteln gesammelten Kennwörter eingeben.

### Kapitel
- "The Shopping Bizarre" – Das Kapitel spielt in einem Lebensmittelladen, in dem normale Waren durch Homonyme ersetzt wurden. Der Spieler muss durch einfaches Eintippen der korrekten Namen die Waren in ihre ursprüngliche Form zurückverwandeln.
- "Playing Jacks" – Der Spieler hat ein Objekt namens "Jack of All Traits" (ein Wortspiel auf Hansdampf in allen Gassen). Dieses kann in verschiedene Gegenstände verwandelt werden, die sich alle um "Jack" drehen, um das Kapitel zu beenden (z. B. Jack Frost, Jackknive)
- "Buy the Farm" – Auf einer Farm muss der Spieler eine Vielzahl von Klischees wörtlich umsetzen.
- "Eat Your Words" – Erneut wörtlich umgesetzte Idiome, diesmal in einem Schnellrestaurant. Man muss abwechselnd die Kellnerin beleidigen und sich entschuldigen. Die entnervte Kellnerin lässt den Spieler letztlich in die Küche, wo weitere Wortspiele warten.
- "Act the Part" – Der Spieler nimmt an einer Sitcom im Stil der 1950er-Jahre teil und muss Slapstick-Comedy aufführen.
- "Manor of Speaking" – Dieses Kapitel spielt in einem Haus voller bizarrer Räume. Es gibt unter anderem einen Raum mit einem sprechenden Porträt von Karl Marx.
- "Shake a Tower" – In diesem Abschnitt dreht sich alles um Schüttelreime (Shake a tower wird zu Take a shower).
- "Meet the Mayor" – Im achten Kapitel sind Elemente der vorhergehenden Kapitel miteinander vermischt. Der Spieler versucht den Bürgermeister davon zu überzeugen, ein Gesetz gegen die Realitätsveränderungen zu unterzeichnen.

## Spielprinzip und Technik
Nord & Bert ist ein Textadventure, das heißt, Umgebung und Geschehnisse werden als Bildschirmtext aus- und die Handlungen des Spielers ebenfalls als Text über die Tastatur eingegeben und von einem Parser abgearbeitet. Die Navigation im Spiel erfolgt nicht, wie in den allermeisten Textadventures üblich, mittels der Eingabe von Richtungsbefehlen ("Norden", "Süden" etc.), sondern man wählt über ein Menü angrenzende Orte aus. Während in handelsüblichen Textadventures die Handlung durch die Eingabe von Befehlen in natürlicher Sprache (zum Beispiel „öffne den Schrank“) vorangetrieben wird, muss der Spieler in Nord and Bert an vielen Stellen auf Sprachfiguren eingehen. Beispielsweise muss er Sprichwörter wörtlich anwenden, Schüttelreime bilden, Wörtern und Phrasen durch das Umstellen von Buchstaben einen neuen Sinn geben oder Gegenstände durch das assoziative Ergänzen von Wortbestandteilen manipulieren.
Das Spiel verfügt über ein InvisiClues genanntes Hilfesystem, das dem Spieler zu wählbaren Stellen im Spiel Hilfestellungen aufsteigender Detailliertheit gibt.

## Produktionsnotizen
Alle Spiele von Infocom enthielten verschiedene Extrabeilagen in der Verpackung. In diesem Fall lag dem Spiel ein Heft mit acht Wortspiel-Cartoons des Mad-Illustrators Kevin Pope bei, die das Prinzip der Wortspielereien illustrieren. Pope steuerte auch Comics für Vorder- und Rückseite der Originalverpackung bei.

## Rezeption
Die deutsche ASM sah im Spiel nicht zuletzt wegen der benötigten „perfekten Englischkenntnisse“ eine „Herausforderung für viele Monate“. Für Spieler mit sehr guten Englischkenntnissen sei Nord & Bert „sehr amüsant“.
Das US-amerikanische ACE-Magazin befand, dass der Spieler wegen der Natur der Rätsel einen Teil als sehr einfach und einen Teil als unlösbar empfinden würde und dass es deshalb ratsam sei, Nord and Bert zu mehreren zu spielen, da jeder Spieler andere Rätsel als lösbar betrachten werde. Das Magazin kam zu einer sehr positiven Wertung, hielt aber fest, dass das Spiel für Liebhaber traditioneller Adventures ungeeignet sei.
Nick Montfort, Professor für Digitale Medien am Massachusetts Institute of Technology, stellte 2003 retrospektiv heraus, dass die vom Spieler geforderten Schritte oft rein assoziativ seien und wenig mit dem konkreten Spielziel zu tun hätten. Die Lösung der einzelnen Rätsel sei oft nicht durch eigenständige, kontinuierliche Leistung zu erreichen; vielmehr müsse der Spieler genau die Lösung erraten, die der Autor für das jeweilige Rätsel vorgesehen habe. In narrativer Hinsicht sei Nord and Bert damit „uninteressant“. Positiv wirke sich aber aus, dass Spiel und Spieler in eine symmetrische Beziehung träten; der Spieler tätige auf Klischees basierende Eingaben und werde dafür mit auf anderen Klischees basierenden Ausgaben belohnt. Das Spiel entwickle so stellenweise den Charme einer normalen Konversation zwischen Menschen.